# Barrera israelí de Cisjordania

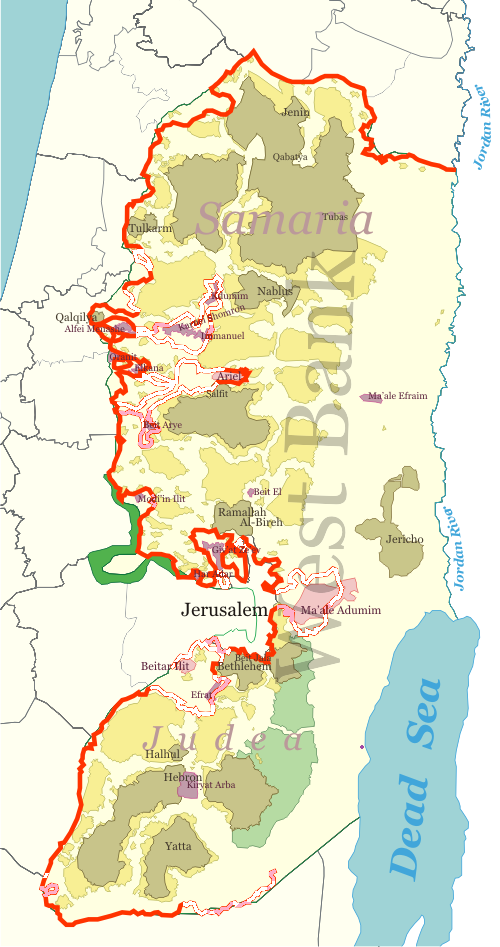
Mapa de Cisjordania, con el trazado de la Barrera israelí en rojo (en julio de 2006).

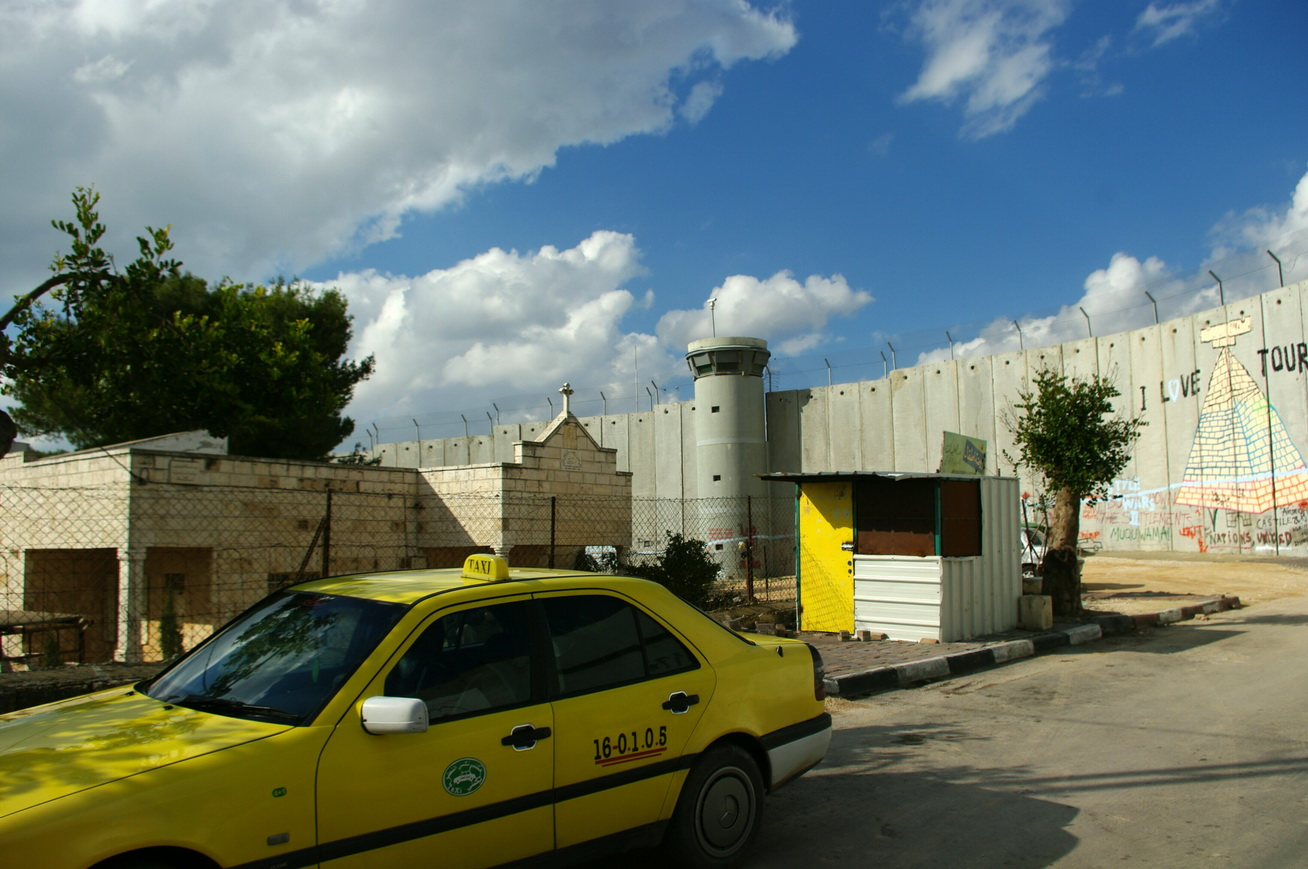
Muro de separación en un barrio de Belén

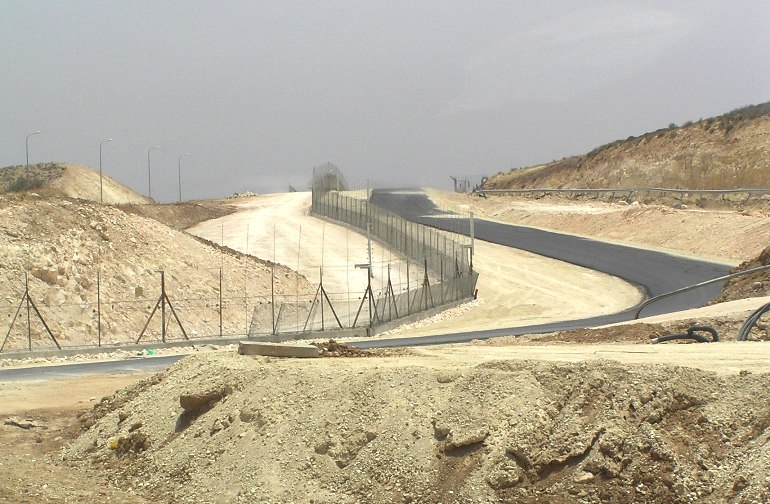
La alambrada a la altura de Meitar, en la carretera entre
Beerseba y Hebrón, en la Judea meridional, sur de Cisjordania.

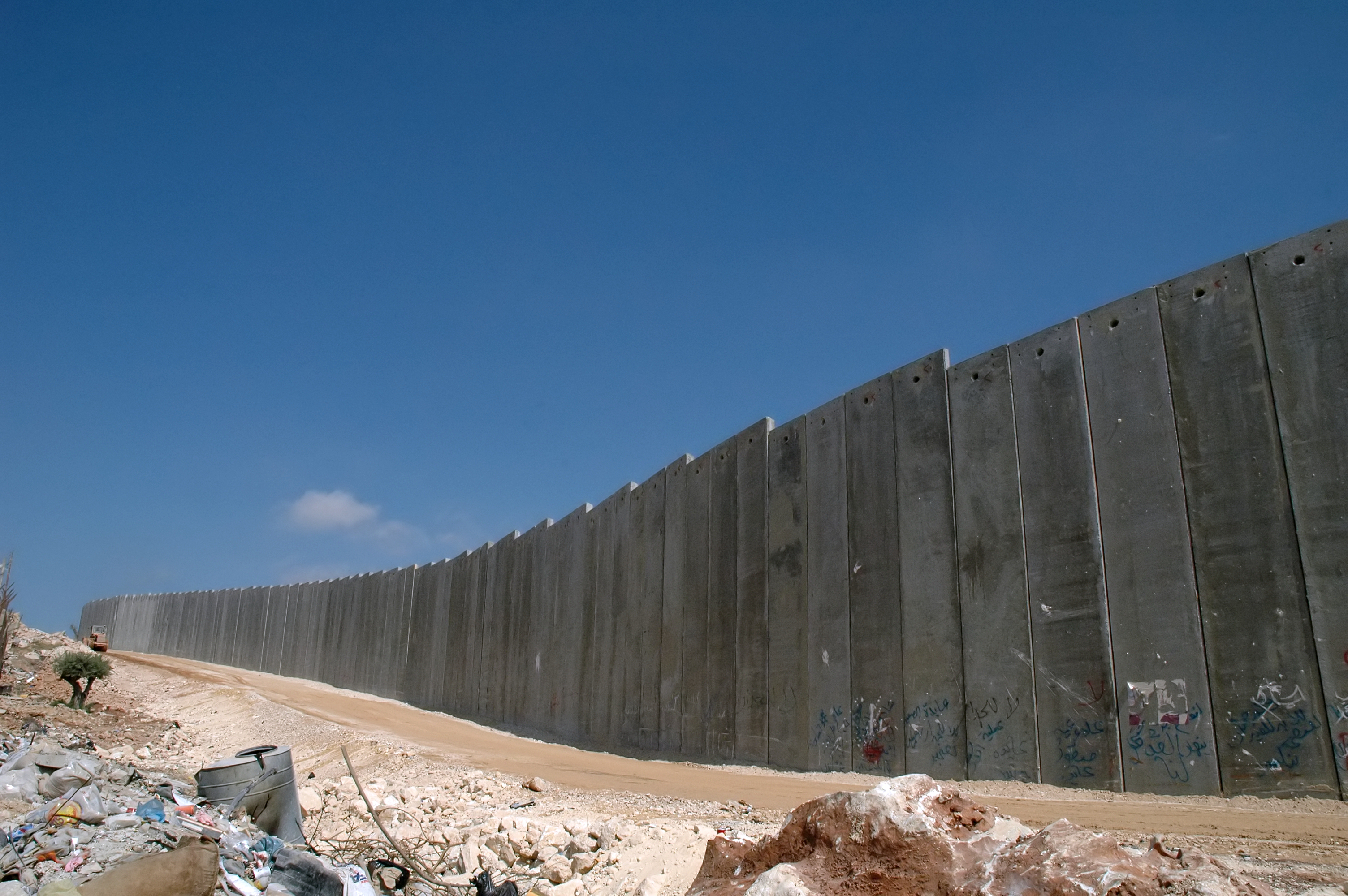
El muro de hormigón supone alrededor del 10 % del trazado total de la barrera.

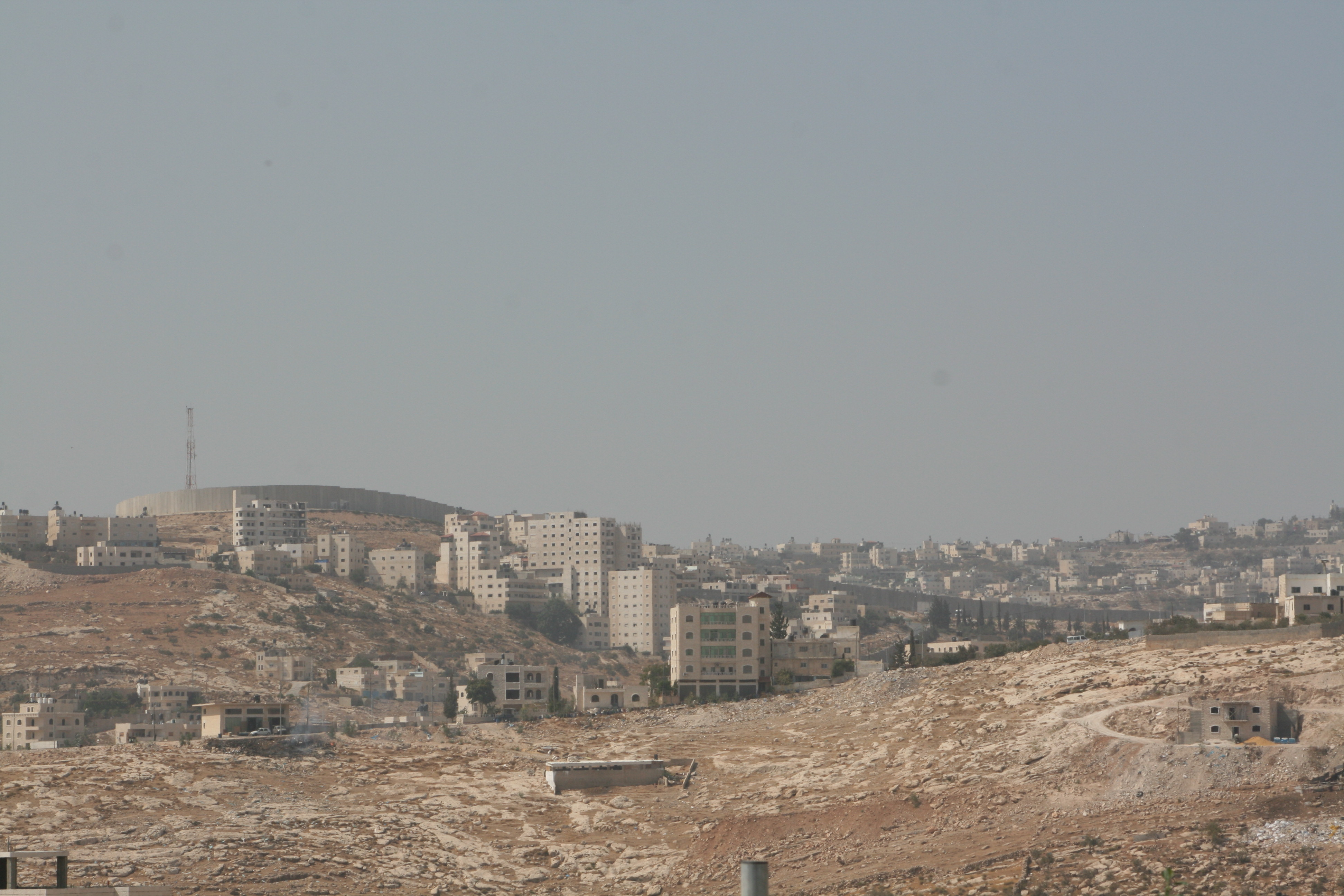
Barrera tras nuevos asentamientos en construcción.

La Barrera israelí de Cisjordania es una barrera aún no finalizada y construida por el Gobierno de Israel, que en parte está formada por un muro de hormigón en las zonas pobladas y por un sistema de vallas en las zonas rurales. Se extiende aproximadamente en un 20 % a lo largo de la Línea Verde y el 80 % restante en territorio cisjordano, adentrándose en el mismo hasta 22 kilómetros en algunos lugares, con el fin de incluir asentamientos israelíes densamente poblados, como Ariel, Gush Etzion, Immanuel, Karnei Shomron, Guiv'at Ze'ev, Oranit y Maale Adumim. Cuando esté terminada, el 10 % del territorio cisjordano aproximadamente quedará en el lado israelí de la barrera y será aislado del resto de Cisjordania. El proyecto final estima su longitud total en 721 kilómetros (junio de 2006).
La barrera israelí de Cisjordania es un proyecto muy polémico que ha generado importantes críticas contra el Gobierno israelí por parte de distintos organismos como Naciones Unidas y organizaciones pro derechos humanos, así como una opinión consultiva emitida en 2004 por la Corte Internacional de Justicia que declaraba su ilegalidad e instaba a su total desmantelamiento. En agosto de 2008 el 58 % de los 721 kilómetros totales del proyecto de la barrera se encontraban ya construidos; el 9 % estaba construyéndose y el 33 % restante se mantenía como proyectado aunque no se había comenzado la construcción.

## Generalidades

Vista del muro desde el lado palestino, en Belén.

La construcción de la barrera fue aprobada por el gobierno israelí el 23 de junio de 2002. Consiste en un sistema de vallas y alambradas a lo largo de aproximadamente el 90 % de su trazado, y en el 10 % restante adopta la forma de un muro de hormigón prefabricado de hasta siete metros de altura, creado con módulos individuales, dispuestos uno al lado del otro e intercalados cada cierto intervalo con torretas para el control militar. Las partes de hormigón fueron erigidas para impedir ataques desde los edificios del lado palestino contra los vehículos que circulan en el lado israelí.
Una vez que el proyecto en su conjunto se haya completado, la parte del hormigón será de un 6 %, unos 30 km. El complejo de la barrera consiste en los componentes principales siguientes: una valla con sensores electrónicos diseñados para alertar a las fuerzas militares israelíes de los intentos de infiltración; una zanja (de hasta 4 metros de profundidad); una carretera asfaltada de dos carriles para patrullas; una pista de rastreo (camino de arena allanada para detectar huellas) que discurre en paralelo a la valla; seis rollos de alambre de espino apilados marcando el perímetro del complejo. Todo el montaje tiene un ancho de entre 50 y 70 metros como media, aunque puede llegar a medir hasta 100 metros en algunos lugares. Un elemento complementario previsto son las "barreras de profundidad", que son barreras secundarias que se bifurcan de la barrera principal hacia el este. Hay dos barreras de profundidad que forman parte del trazado previsto en el centro de Cisjordania. El número de puertas abiertas a los palestinos con los permisos apropiados es de 45 (de un total de 84).
La barrera es un proyecto muy controvertido. Sus partidarios afirman que la barrera es una herramienta necesaria para proteger a los civiles israelíes (árabes y judíos) contra el terrorismo palestino, especialmente de los atentados suicidas. Sobre la cuestión legal, el gobierno de Israel argumenta que le ampara el derecho a la autodefensa reconocido en el derecho internacional y que su único propósito al construir la barrera es impedir la entrada de terroristas a núcleos de población, ante el incremento de los atentados tras la Intifada de Al-Aqsa (más de 1000 personas asesinadas desde septiembre de 2000) y por tanto no trazada con fines políticos ni anexionistas. Israel alega también que la barrera se erigió solo después de probar otras opciones, que no lograron evitar los ataques mortales terroristas, y una vez comprobado que la Autoridad Nacional Palestina no cumplía sus compromisos en materia de lucha contra el terrorismo. Sobre por qué no siempre sigue el trazado de la línea de armisticio anterior a 1967 (la llamada «Línea Verde»), que es la principal objeción que recibe la barrera, Israel aduce que se construye donde puede tener mayor efectividad y se ha mantenido en el interior del trazado de la Línea Verde cuando las necesidades de seguridad pueden asegurarse. Los defensores de la barrera sostienen finalmente que su eficiencia se constata por la drástica disminución del número de atentados terroristas suicidas y aducen que no se diferencia de las de otros países (como España o Estados Unidos) que construyen vallas para defender su territorio.
Sus detractores, entre los que se encuentran las organizaciones pacifistas y pro-derechos humanos israelíes Peace Now y B'Tselem, y múltiples organizaciones internacionales como Amnistía Internacional, Intermón-Oxfam, Human Rights Watch y UNICEF, afirman que la construcción de la barrera sobre lo que consideran territorio palestino ocupado, junto con otras medidas llevadas a cabo por el Gobierno israelí (como la construcción de nuevos asentamientos y carreteras que atraviesan el territorio cisjordano, o el aumento de los puestos de control en la entrada y salida de las ciudades y aldeas) crea una realidad de facto que impediría un Estado árabe palestino viable, estableciendo serias dudas sobre su continuidad territorial y degradando notoriamente el nivel de vida de las poblaciones palestinas adyacentes al mismo, tanto por la destrucción y anexión de terrenos agrícolas fundamentales para la supervivencia de los poblados como por el aislamiento en el que se ha dejado a poblaciones enteras del resto del territorio palestino. Afirman que el derecho de Israel a defenderse debe ser compatible con el derecho a una vida digna de la población palestina, que hay otras medidas que pueden lograr el mismo objetivo y que, en caso de construir una barrera, esta debería transcurrir en el interior de Israel y no en Cisjordania.

## Controversias acerca de su denominación
La denominación de la construcción es controvertida y está políticamente marcada. El nombre oficial que el Gobierno de Israel puso a la construcción es el de «Valla de seguridad» (security fence en inglés), y por ello los israelíes suelen denominarla «Valla de separación», «Cerca de seguridad» (en hebreo גדר ההפרדה, gader ha'hafrada) o también «Cerca antiterrorista». En los Territorios Palestinos suele denominarse en árabe como «Muro de la segregación racial» ( جذار الفصل العنصوري yidar al-fasl al-'unsuri), «Nuevo Muro de la Vergüenza» o «Muro del apartheid» (Apartheid Wall), en referencia al antiguo régimen racista sudafricano,. Esta denominación también es utilizada por algunos detractores de la barrera. La denominación «Muro de Cisjordania», o simplemente «Muro», es utilizada por algunas organizaciones pro-derechos humanos, entre las que se encuentran UNICEF y Amnistía Internacional. En los medios de comunicación internacionales suele utilizarse el término inglés barrier («barrera»), y en España, los medios de comunicación y la clase política acostumbran a denominarlo «Muro de Cisjordania». La diplomacia israelí ha deplorado esta práctica que considera "descalificadora" por parte de los medios de comunicación españoles.
En resumen, sus detractores ponen el énfasis en la parte que tiene de «muro» (un 10 % del trazado, aproximadamente) y sus defensores en lo que tiene de «cerca» o «valla» (el 90 % restante), mientras que «barrera» es la denominación que escogen quienes buscan expresarse de forma más neutral, aunque a veces se utilizan ambos términos de forma indistinta, fundamentalmente desde los medios de comunicación.

## Estatus actual de laBarrera
Según un informe de la Oficina para la Coordinación de la Ayuda Humanitaria de la ONU en los Territorios Palestinos Ocupados (OCHAOPT) de mayo de 2008 el 57 % de los 721 kilómetros totales del proyecto de la barrera se encontraban ya construidos, lo que supone 409 km. El 9 % (66 km) se encontraba en construcción y el 34 % restante (248 km) se mantiene como proyectado aunque no se ha comenzado aún su construcción. De los tramos ya terminados (en 2006, con el 51 % construido), 42 km son prefabricados de hormigón (el 12 % de los 362 km hasta entonces ejecutados), mientras que 320 km (el 88 % del total construido) consisten en un sistema de vallas de acero y carreteras de patrulla del ejército israelí, de aproximadamente 50 m de ancho.

## Efectos y consecuencias

### Efectos en la seguridad de Israel
Las estadísticas de Israel indican que la Barrera ha reducido considerablemente el número de infiltraciones de palestinos en territorio israelí, así como el número de ataques contra civiles israelíes, tanto dentro de Israel como en sus asentamientos, y los oficiales israelíes aseguran que cuando se complete su construcción la Barrera será aún más efectiva.

### Efectos en la población palestina

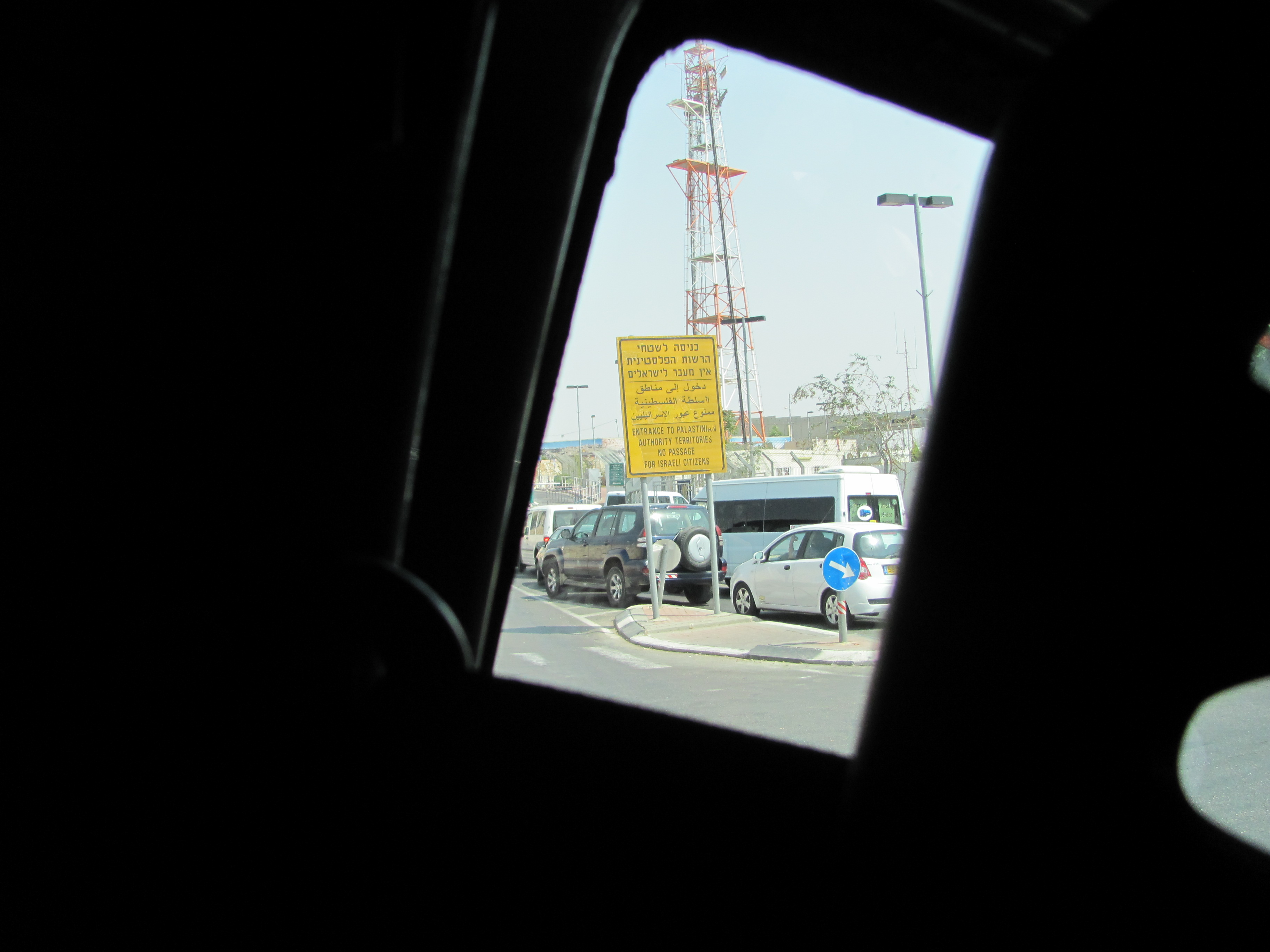
Puesto de control israelí en el cruce hacia los territorios palestinos.

Según los informes presentados por organismos de Naciones Unidas y organizaciones pro-derechos humanos como Amnistía Internacional, la construcción de la Barrera dificulta el movimiento entre poblaciones, y ha ocasionado la pérdida de tierras de la población palestina, el aumento de su dificultad para acceder a la atención médica en Israel, el aumento de los controles del ejército israelí y efectos negativos en la demografía y economía palestinas.

#### Jerusalén Este

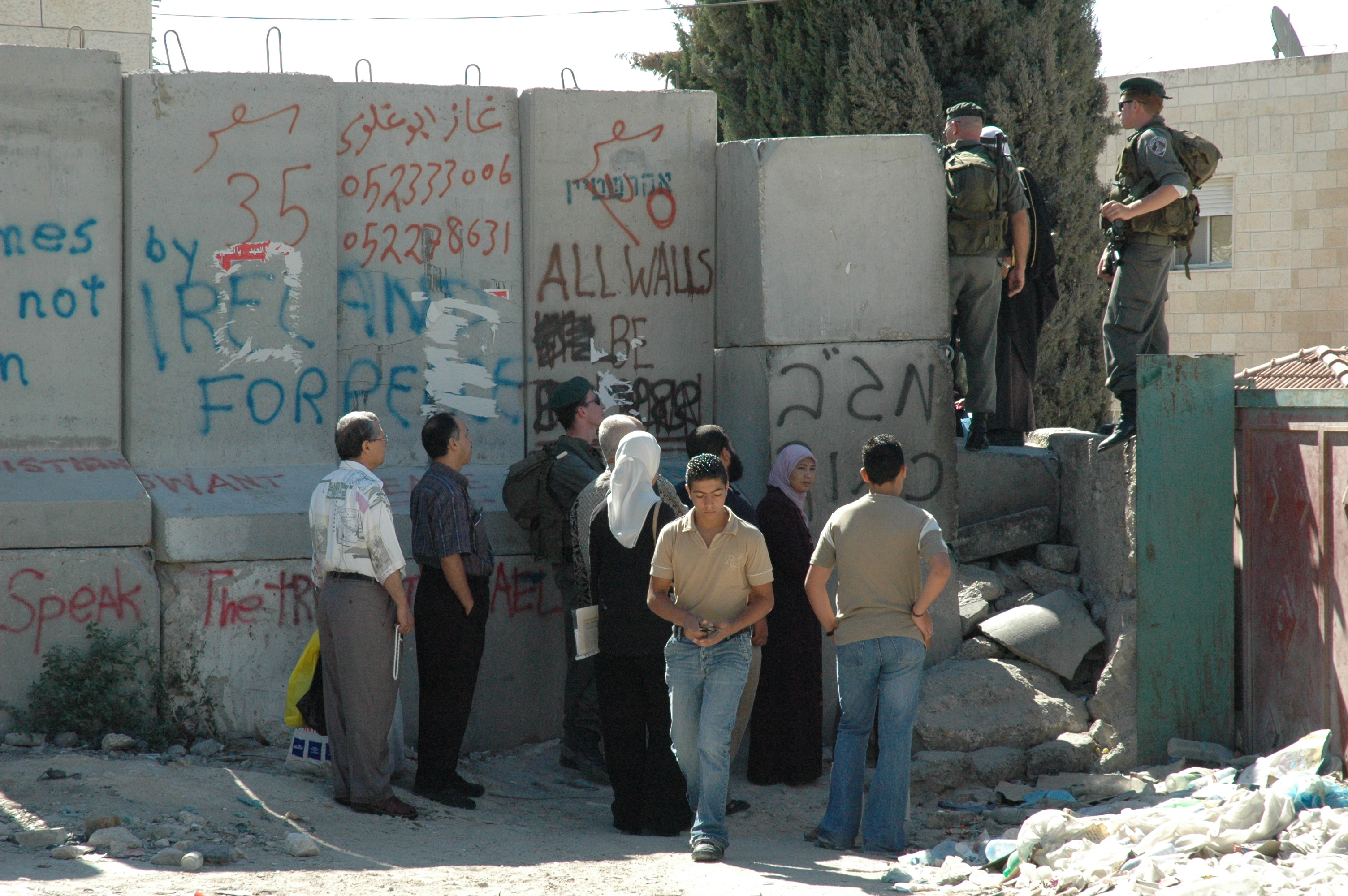
Punto de control del ejército israelí cerca de Jerusalén.

Según el informe presentado en julio de 2007 por la Oficina para la Coordinación de Asuntos Humanitarios de la ONU en los Territorios Ocupados Palestinos, la barrera que separa Jerusalén Este del resto de Cisjordania ha provocado una serie de perjuicios en la vida de los habitantes palestinos de Jerusalén y ciudades adyacentes, que se pueden resumir en:
- Descenso del 50 % de los palestinos que visitan los hospitales especializados de Jerusalén, como consecuencia de la dificultad para conseguir el permiso necesario para acceder a los mismos, expedido por las autoridades israelíes.
- Familias enteras han sido divididas por la Barrera. Maridos han sido separados de sus mujeres y los hijos de otros familiares.
- Los palestinos musulmanes y cristianos no pueden visitar libremente los santos lugares de Jerusalén, debido a la creciente dificultad para obtener los permisos que les permitirían acceder a los mismos.
- Los estudiantes y universitarios deben enfrentarse cada día a los puestos fronterizos controlados por el ejército israelí para poder acceder a los centros educativos que han quedado al otro lado de la Barrera.

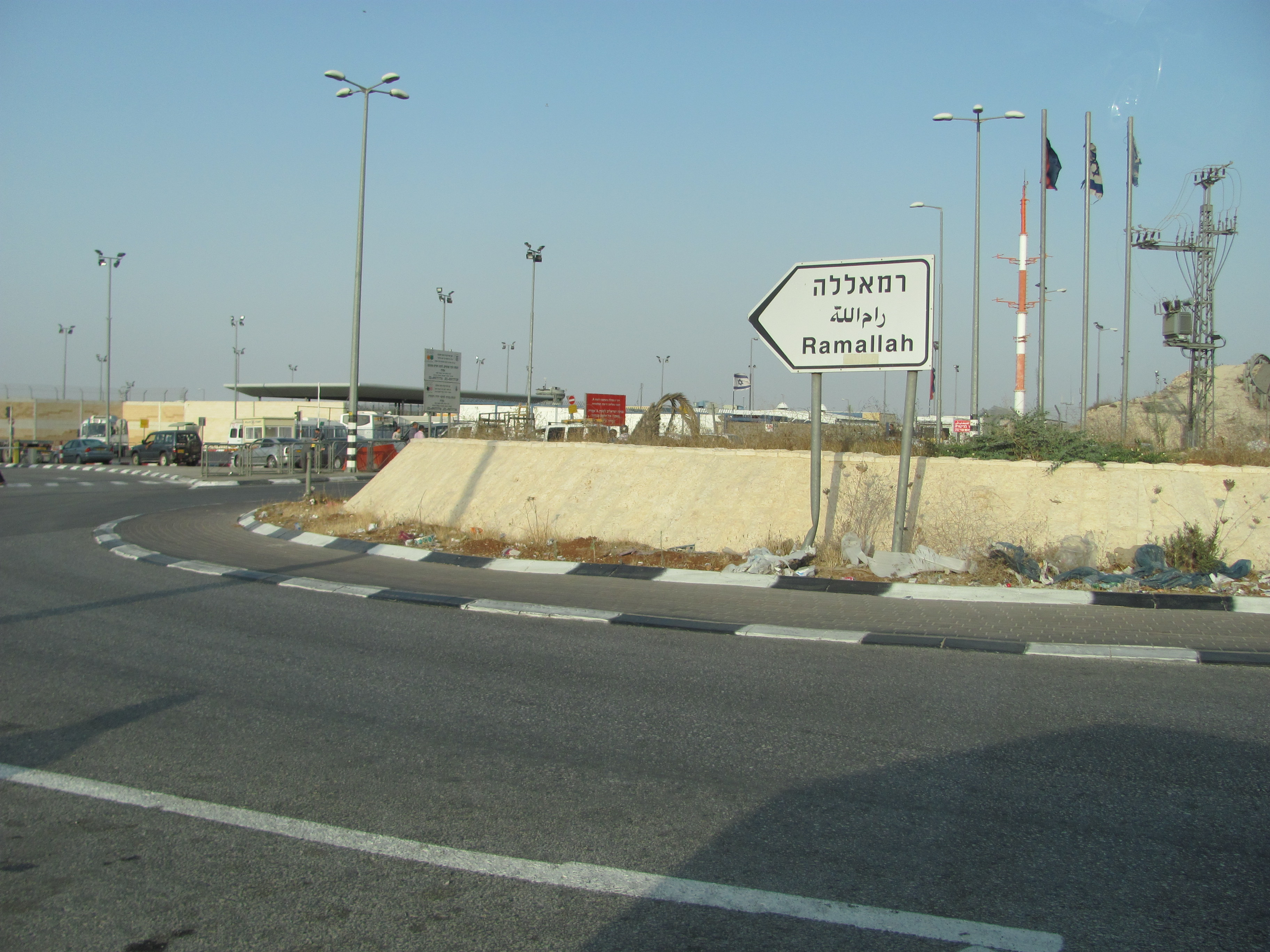
Puesto de control israelí en el límite entre Jerusalén y Ramala.

- Comunidades enteras, como las 15 000 personas que viven en los pueblos del enclave de Bir Nabala, han quedado totalmente rodeadas por la Barrera. El movimiento entre este enclave y Ramala se produce por un túnel que pasa bajo una autopista restringida para uso exclusivo de los vehículos israelíes.

## La posición de Israel

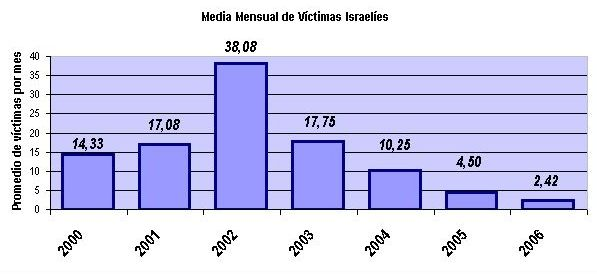
Media mensual de víctimas israelíes durante los años 2000 a 2006 donde se constata el descenso de las mismas a partir de 2003, año en que comenzó la construcción de la barrera.

El Gobierno de Israel sostiene que la barrera es un legítimo medio de defensa ante el terrorismo palestino, que ha causado más de 1000 víctimas mortales israelíes (civiles y militares incluidos) desde septiembre del año 2000, una ola de terror inasumible para ninguna nación, en opinión del gobierno israelí. Sostiene que en casi todos los casos, los terroristas se infiltraron desde Cisjordania, ya que la ausencia de barreras físicas facilitaba su entrada. Como prueba de la eficacia de este método, señalan que ningún terrorista palestino se ha infiltrado desde la Franja de Gaza, donde ya existe una barrera electrónica en los últimos años (el llamado "Muro de Hierro", aunque fue masivamente atravesado en la "Operación Inundación de Al-Aqsa" en 2023). La drástica disminución de terroristas que atentan en centros urbanos israelíes en aquellas zonas en que la valla está concluida avalaría también esta tesis. Según datos de Israel, el muro como tal ha causado hasta ahora 0 víctimas fatales o heridos.
Israel también aduce que este método se ha adoptado una vez comprobado la ineficacia de otros y, especialmente, de la ausencia de medidas por parte de la Autoridad Palestina para hacer cumplir los compromisos internacionales adquiridos para detener el terrorismo procedente del territorio que administra.
Respecto a las críticas que ha recibido por llevar a cabo la construcción en su mayor parte dentro de Cisjordania, el Gobierno de Israel sostiene que el único propósito de la Barrera es la seguridad, por lo que se erige «donde se hace necesario para impedir que terroristas se infiltren en centros de población», por lo que haberla construido a lo largo de la Línea Verde «habría servido solamente como una declaración política, sin tener nada que ver con las necesidades de seguridad de los ciudadanos de Israel».
El día 15 de septiembre de 2005, decidieron 9 jueces de la Corte Suprema de Justicia de Israel, en autos "Zaharan Yunes Mujamad Mara'ba contra el Estado de Israel y otros" (7957/04), que el Derecho Público Internacional y en particular el Tratado de La Haya de 1907, permiten la construcción del obstáculo por motivos de seguridad, aunque ordenó, por segunda vez, corregir el trazado de la barrera alrededor del asentamiento de Alfei Menashe, indicando que el recorrido actual agobia a la población civil palestina más de lo requerido por las razones de seguridad y topográficas aducidas. La Suprema Corte de Justicia israelí se desentendió de la decisión de la Corte Internacional de Justicia (CIJ) de La Haya, estimando que esta se pronunció en el tema sin una adecuada base fáctica acerca de la situación sobre el terreno y sin dar el peso adecuado a las razones de seguridad aducidas por el Estado de Israel.

## La posición de la Autoridad Nacional Palestina

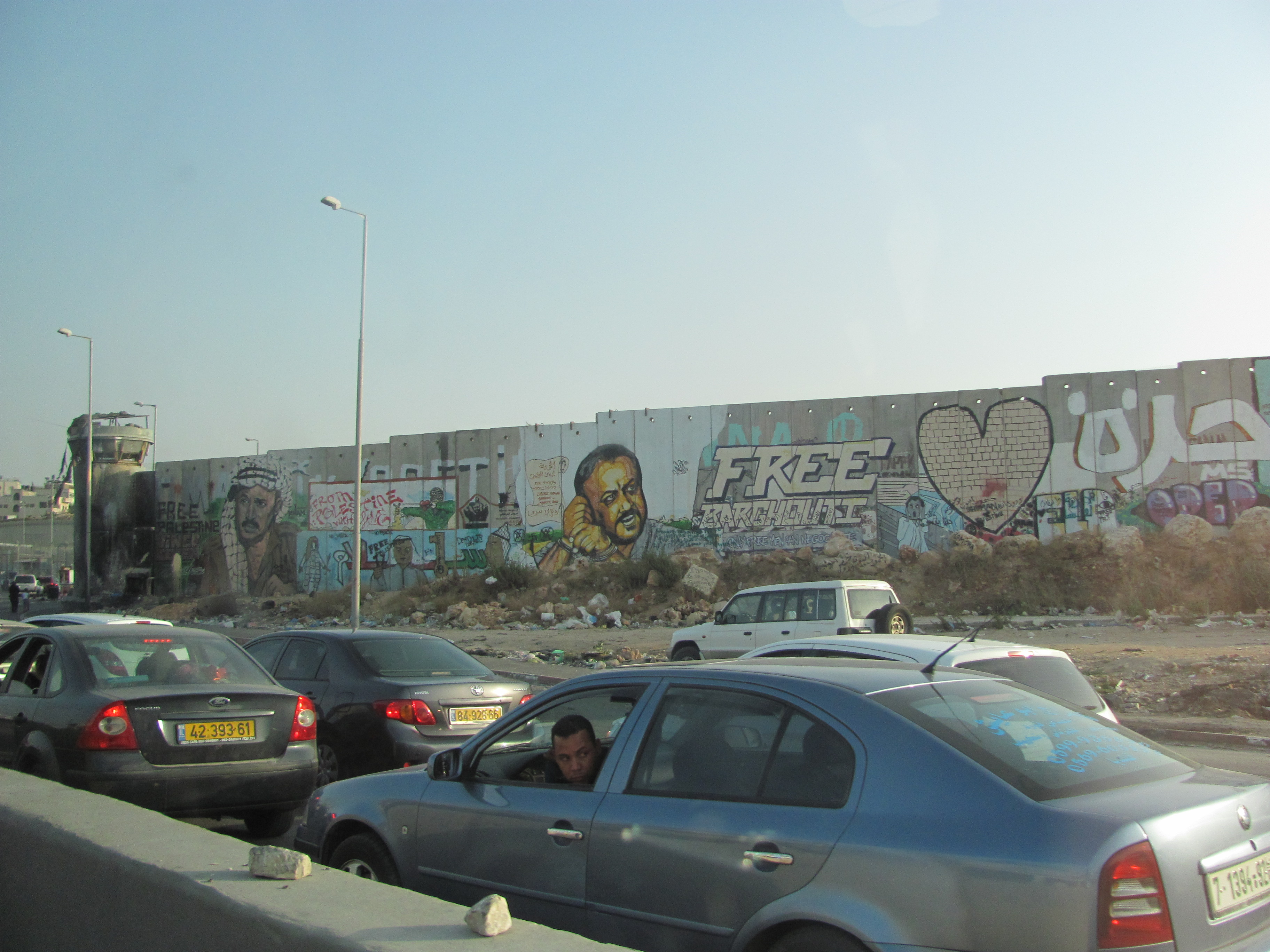
Vista del Muro que separa Jerusalén y Ramala desde el lado palestino, con pintadas a favor de la liberación de Palestina y un homenaje a Yasser Arafat e Marwan Barghouti.

La Autoridad Nacional Palestina siempre ha criticado la construcción de la barrera: «es un muro ilegal» que «deja a los territorios palestinos como islas flotantes en el mar de las colonias israelíes, algo parecido al queso suizo, agujereado por todos sitios. De esta forma, se evita la formación de un Estado palestino». Mahmud Abbas, presidente de la Autoridad Nacional Palestina, ha calificado la barrera como «una acción poco civilizada e inhumana porque está siendo construido en los territorios palestinos». Abbas también ha pedido ayuda a los Estados Unidos para lograr el cese de la construcción de la barrera en Cisjordania.
Según el Departamento de Asuntos de Negociaciones (NADPLO), dependiente de la Organización para la Liberación de Palestina (OLP), la barrera anexiona de facto recursos agrícolas e hídricos palestinos, limita la libertad de circulación, separa a los palestinos de las escuelas, centros de salud y puestos de trabajo y priva a miles de palestinos de la capacidad para ganarse la vida. También afirma que aproximadamente el 47,6 % de la Cisjordania ocupada (con aproximadamente el 88 % de los colonos israelíes) será de facto anexionado por Israel, asegurando así no sólo la continuación de los asentamientos sino también su ampliación, y que alrededor de 249.000 palestinos quedarán atrapados entre la barrera y la Línea Verde. Según el NADPLO, la estrategia de Israel es la anexión de la mayor cantidad de tierra palestina posible. El NADPLO asegura asimismo que, una vez completada la construcción, la población palestina indígena se limitará a guetos que constituyen menos del 12 % de la Palestina histórica mientras que los colonos israelíes podrán viajar libremente en todo el territorio palestino ocupado.
El 2 de octubre de 2003 el ejército israelí dictó la Orden en cuanto a Normas de Seguridad (Judea y Samaria) (N º 378), 5730-1970, Declaración relativa al cierre de un espacio no. S/2/03 (zona de amortiguamiento), que declaraba todas las tierras cisjordanas entre la barrera y la Línea Verde como cerradas (secciones 1, 2 y 3 de la orden). Libre acceso a la zona cerrada sólo se concedería, según el NADPLO, a los israelíes, definidos como ciudadanos israelíes, residentes israelíes y toda persona autorizada a emigrar a Israel, es decir, cualquier persona que sea judía (secciones 1 y 4a1). El NADPLO afirma que la orden exige que los residentes palestinos de la zona cerrada deben obtener permisos para vivir en sus casas, trabajar sus tierras agrícolas y para viajar (sección 5a), y que nada de lo dispuesto en la orden garantiza que los permisos se concedan o que sean respetados si se conceden. Según el NADPLO, los palestinos que no residen en la zona cerrada pero cuyas tierras agrícolas o puestos de trabajo están allí deben solicitar un permiso para cultivar sus tierras o ir a trabajar (sección 4a2). El NADPLO también afirma que la barrera viola los Acuerdos de Oslo, ya que, según el NADPLO, el artículo XI del capítulo 2 del Acuerdo Interino establece la obligación de preservar la integridad territorial del territorio palestino ocupado y el IX del Anexo I del Acuerdo Interino prohíbe las restricciones de la libertad de circulación.

## Críticas a la construcción de la Barrera

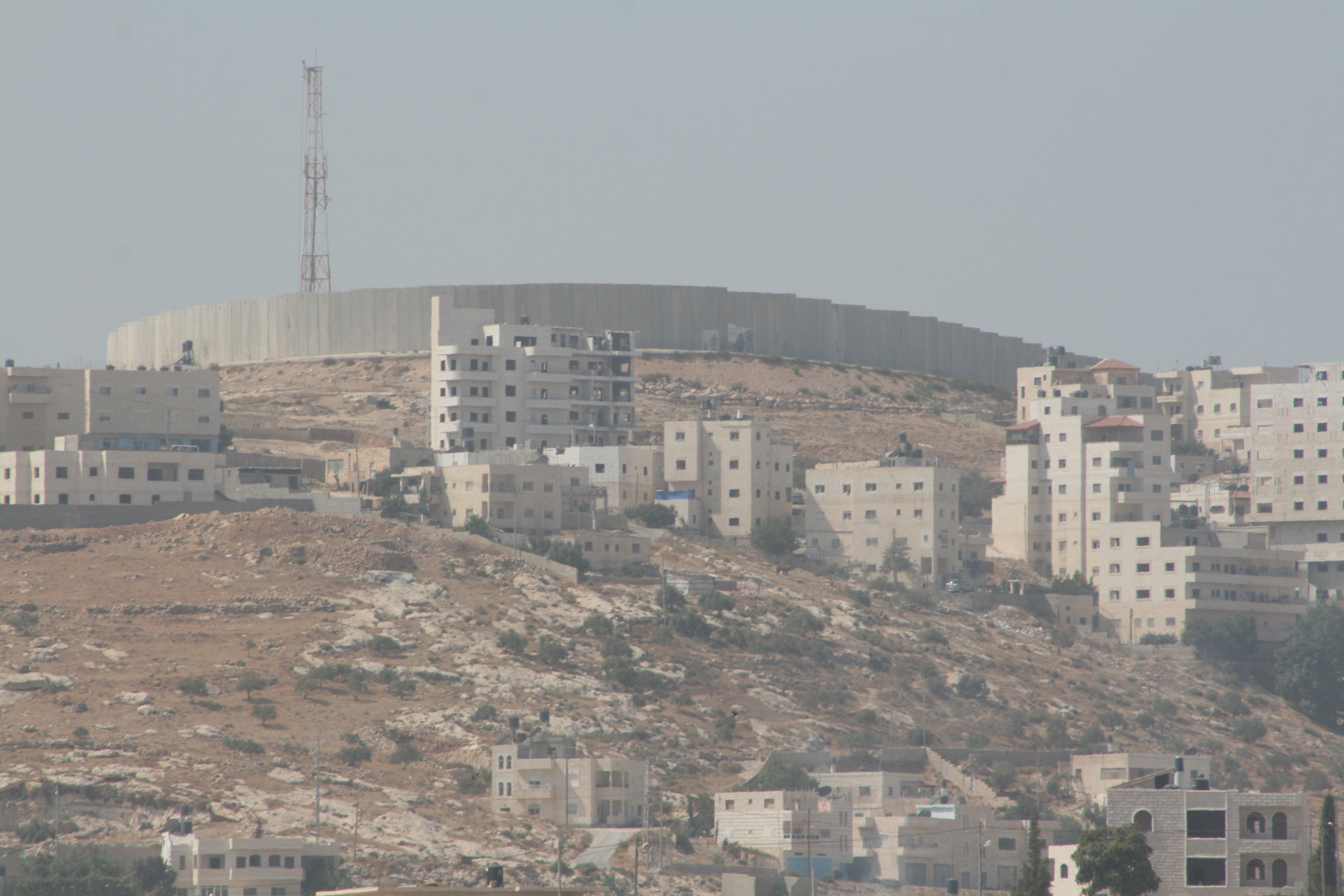
Vista lejana del muro.

Desde la presentación del proyecto y posterior construcción de la Barrera Israelí en Cisjordania, esta ha recibido múltiples críticas que, desde diversos ámbitos y organizaciones, y por diferentes motivos, se han opuesto públicamente a su construcción. A continuación se exponen algunas de las más relevantes:

### Desde la ONU
La Organización de las Naciones Unidas, desde varios de sus organismos dependientes, ha criticado en múltiples ocasiones la construcción de la Barrera, bien sea mediante resoluciones, un dictamen de carácter consultivo de la Corte Internacional de Justicia y diversos informes de su Oficina para la Coordinación de la Ayuda Humanitaria de la ONU en los Territorios Ocupados Palestinos (OCHAOPT). También han sido aprobadas resoluciones en la Comisión de Derechos Humanos en los que se instaba a Israel al desmantelamiento de la Barrera.

#### Resoluciones de la Asamblea General

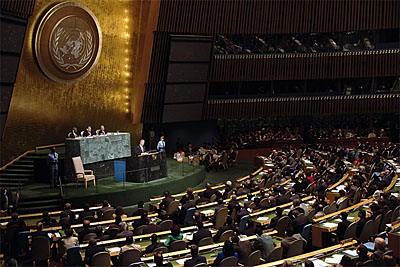
La Asamblea General de las Naciones Unidas.

La Asamblea General de las Naciones Unidas aprobó el 21 de octubre de 2003 (con 144 votos a favor, 4 en contra y 12 abstenciones) una resolución sin carácter vinculante propuesta por Jordania en la que se instaba a Israel a detener la construcción de la barrera y a proceder al desmantelamiento de la parte terminada, por considerarla «ilegal». En esta resolución, la ES-10/13, se «exigió» que «Israel detuviera y revirtiera la construcción del muro en el territorio palestino ocupado, incluida Jerusalén oriental y sus alrededores, que se apartaba de la línea de armisticio de 1949 y era incompatible con las disposiciones pertinentes del derecho internacional (párr. 1). En el párrafo 3, la Asamblea General pidió al Secretario General que informara «periódicamente del cumplimiento de la (...) resolución» y que presentara en el término de un mes el primer informe sobre el cumplimiento del párrafo 1 de dicha resolución». El 24 de noviembre de 2003 se publicó el informe elaborado por el secretario general en cumplimiento de esta resolución. Una resolución similar a la anterior fue presentada anteriormente en el Consejo de Seguridad de la ONU, aunque no fue aprobada por el veto de Estados Unidos. Según algunos, esta es una más de las muchas resoluciones aprobadas por la Asamblea General y otros organismos dependientes de la ONU reprobatorias hacia acciones del Estado de Israel. Según otros, las Naciones Unidas tienen serios prejuicios a favor de Israel.

#### Dictamen de la Corte Internacional de Justicia
La Asamblea General de las Naciones Unidas decidió, mediante la resolución ES-10/14, aprobada el 8 de diciembre
de 2003, pedir a la Corte Internacional de Justicia (CIJ), en virtud de los artículos 96 de la Carta de las Naciones Unidas y 65 del Estatuto de la Corte, que emitiera con urgencia una opinión consultiva (con carácter no vinculante), sobre la siguiente cuestión: «¿Cuáles son las consecuencias jurídicas que se derivan de la construcción del muro que levanta Israel, la Potencia ocupante, en el territorio palestino ocupado, incluida Jerusalén oriental y sus alrededores, según se describe en el informe del Secretario General, teniendo en cuenta las normas y principios de derecho internacional, incluido el Cuarto Convenio de Ginebra de 1949 y las resoluciones pertinentes del Consejo de Seguridad y de la Asamblea General?». El gobierno de Israel consideró inadecuada la resolución de la Asamblea por el lenguaje partidista utilizado ("potencia ocupante", "muro", "territorios palestinos ocupados"), que prejuzgaba la situación y por ser adoptada sin contar con la mayoría de miembros (90 votos a favor de un total de 191 miembros, 74 abstenciones, 8 votos en contra y 19 países que no votaron) y porque, a juicio del Gobierno de Israel, la Corte Internacional de Justicia «ignoró totalmente el artículo 36 del Estatuto de la Corte», que estipula que los asuntos contenciosos (desconociendo que el procedimiento no ha sido de carácter contencioso, sino consultivo) solo pueden ser elevados ante la Corte con el consentimiento de todas las partes. En este caso, siempre según el Gobierno israelí, el asunto «no solo era contencioso, sino que las partes ya habían acordado mecanismos apropiados para resolver este tipo de asuntos entre ellas».
Finalmente, tras cuatro meses de deliberación, el 9 de julio de 2004 la Corte Internacional de Justicia (CIJ) emitió una opinión consultiva, que por su naturaleza es siempre "no vinculante". El fallo del dictamen, con el voto a favor de 14 jueces y de uno en contra, recogido en el párrafo 163 de la opinión, constaba de cinco puntos: «1) la construcción del muro que está elevando Israel, la Potencia ocupante, en el territorio palestino ocupado, incluida Jerusalén oriental y sus alrededores, y su régimen conexo, son contrarios al derecho internacional, 2) Israel tiene la obligación de poner fin a sus violaciones del derecho internacional; tiene la obligación de detener de inmediato las obras de construcción del muro que está elevando en el territorio palestino ocupado, incluida Jerusalén oriental y sus alrededores, desmantelar de inmediato la estructura allí situada, y derogar o dejar sin efecto de inmediato todos los actos legislativos y reglamentarios con ella relacionados, de conformidad con el párrafo 151 de la presente opinión, 3) Israel tiene la obligación de reparar todos los daños y perjuicios causados por la construcción del muro en el territorio palestino ocupado, incluida Jerusalén oriental y sus alrededores, 4) las Naciones Unidas, y en especial la Asamblea General y el Consejo de Seguridad, deberían considerar qué medidas adicionales son necesarias para poner fin a la situación ilegal resultante de la construcción del muro y el régimen conexo, teniendo debidamente en cuenta la presente Opinión Consultiva.»
Al conocer la opinión del máximo órgano judicial de las Naciones Unidas, Kofi Annan, entonces secretario general de la Organización, la dirigió a la Asamblea General –la instancia que solicitó originalmente la intervención de la CIJ– para que determinase cómo procedería ante este conflicto. El 20 de julio de 2004, la Asamblea General adoptó (por 150 votos a favor, 6 en contra y 10 abstenciones) la resolución ES-10/15, pidiendo a Israel que cumpliera con las obligaciones legales de la opinión consultiva.
El Gobierno de Israel rechazó el dictamen de la Corte porque consideró que era "una parte más de la campaña política que prosiguen los árabes y sus partidarios en la ONU para difamar a Israel y que esta prejuzgaba políticamente, centrándose en el resultado (la barrera) sin ocuparse de la causa (el terrorismo palestino)". Por ello, Israel continúa su construcción en la actualidad, pues, además de no ser una resolución vinculante, considera que la CIJ se pronunció en el tema sin un adecuado conocimiento sobre el terreno y sin dar el peso adecuado a las razones de seguridad de Israel.

#### Informes de la OCHA OPT

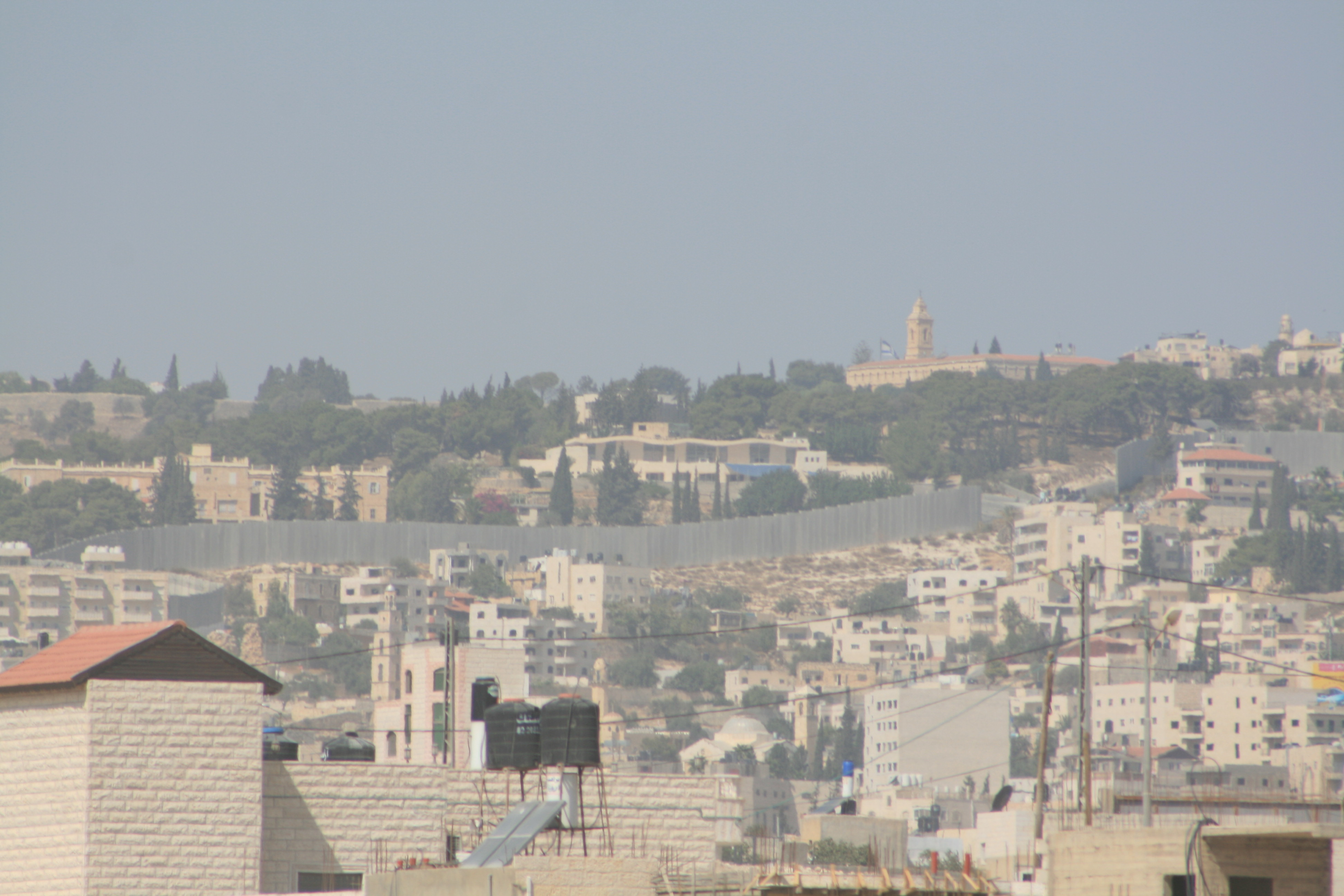
Separación de la barrera.

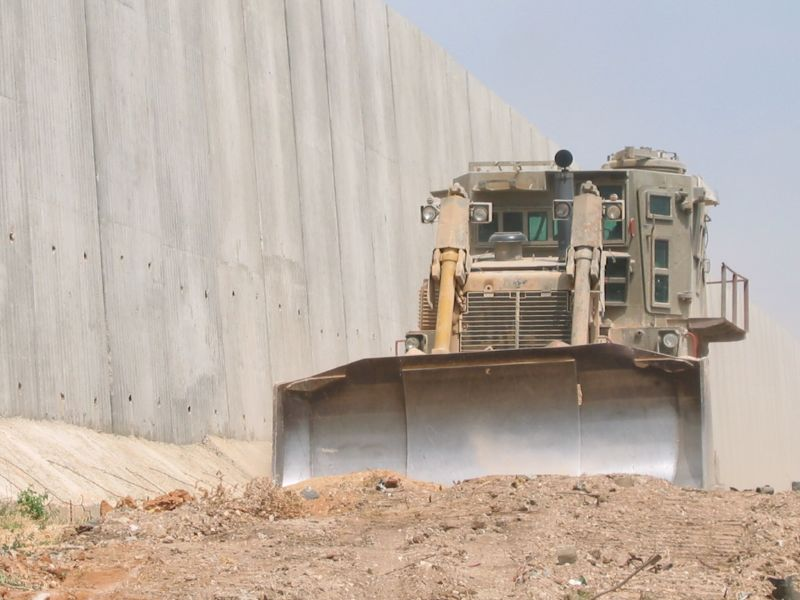
Caterpillar D9R blindado, utilizado por Israel para la construcción de la Barrera.

La Oficina para la Coordinación de la Ayuda Humanitaria de la ONU en los Territorios Ocupados Palestinos (OCHAOPT) estima que, en el caso de concluirse la construcción siguiendo sus últimas modificaciones, esta dejará a 60.500 palestinos de Cisjordania entre la Barrera y la Línea Verde, o en otras áreas cerradas sin contacto con el resto de Cisjordania. Los palestinos que se encuentran ya en esta situación deben obtener un permiso de las autoridades israelíes para poder pasar la barrera, y de esta forma tener acceso a los servicios fundamentales de educación, salud, trabajo y la posibilidad de realizar compras en el área de Cisjordania al otro lado del muro.
De estos 65.000, unos 31.400 palestinos de 12 pueblos estarían totalmente rodeados entre dos tramos distintos de la barrera. Adicionalmente, 124.300 palestinos que viven en 28 pueblos estarían rodeados por tres partes por la barrera, y controlados por la cuarta con una barrera física que los separará del resto de Cisjordania. Estas áreas son la ciudad de Qalqiliya, y las áreas de Biddya y Biddu. Además, estas poblaciones quedan aisladas de sus terrenos, principalmente destinados a agricultura, lo que dificulta aún más la supervivencia de estos pueblos.
Aproximadamente una cuarta parte de los palestinos que tienen el permiso de residencia israelí de Jerusalén están localizados en el lado Este de la barrera, lo que provoca que tengan que esperar largas colas diariamente en cualquiera de los cuatro controles de acceso a Jerusalén por trabajo o actividades de la vida cotidiana. La construcción del muro alrededor de Jerusalén y del bloque de asentamientos de Ma´ale Adumim impediría el movimiento de los palestinos hacia Jerusalén y entre el norte y el sur de Cisjordania, pues bloquearía las principales carreteras palestinas.

#### Comisión de Derechos Humanos
La Comisión de Derechos Humanos de la ONU aprobó el 15 de abril de 2004 en Ginebra (por 27 votos a favor, 24 abstenciones y 2 votos en contra) una resolución que instaba a Israel a paralizar las obras de construcción de la Barrera en Cisjordania, a demoler los tramos construidos y a dar marcha atrás en su política de ocupación y asentamientos en los Territorios Palestinos. El presidente del Comité de la ONU para el Ejercicio de los Derechos Inalienables del Pueblo Palestino declaró tras la aprobación de la resolución que "la Barrera causa graves perjuicios a la población palestina", e instó a Israel a respetar las normas del derecho internacional como potencia ocupante. El embajador israelí en Ginebra consideró la resolución un "ejercicio unilateral que confirma las dudas que tiene Israel sobre la imparcialidad de la ONU en los temas relacionados con el Medio Oriente".

### Amnistía Internacional, Cruz Roja y otras organizaciones no gubernamentales

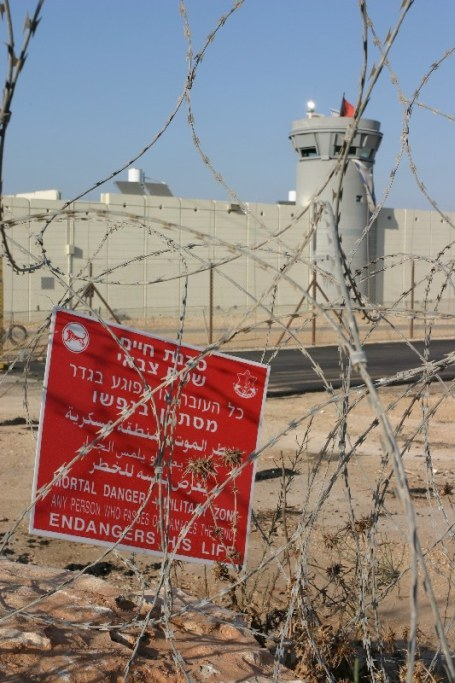
La construcción que rodea Qalqilya.

El Comité Internacional de la Cruz Roja describió en febrero de 2004 a la barrera como "una violación flagrante del derecho humanitario internacional" y afirmó que "la construcción del muro excede claramente las facultades permitidas a las potencias ocupantes por las Convenciones de Ginebra" y que, según delegados de la organización que comprobaron la situación sobre el terreno, "miles de palestinos han quedado aislados y carecen de acceso a agua, salud y educación".
El 5 de junio de 2007, Amnistía Internacional presentó un informe titulado Israel y los Territorios Palestinos Ocupados: 40 años de ocupación, no hay seguridad sin derechos básicos en el que denuncia los abusos que, según la organización, se han cometido contra la población palestina desde la guerra de los Seis Días, entre los que destaca la construcción de la Barrera, que según este informe "está causando enormes perjuicios a la vida palestina, cuyos efectos se harán sentir durante mucho tiempo, y está socavando la capacidad de las personas que viven en decenas de localidades y comunidades de hacer efectivos muchos de sus derechos humanos", y en otro párrafo añade que "si lo que se pretendía era simplemente impedir la entrada en Israel de palestinos dispuestos a cometer atentados suicidas con explosivos, la barrera debería haberse construido a lo largo de la Línea Verde, que marca la frontera entre Israel y Cisjordania".
El informe propone una serie de recomendaciones al Gobierno de Israel, instándole explícitamente a "detener la construcción de la valla/muro dentro de Cisjordania y derribar los tramos ya levantados allí".
Por su parte, el Gobierno de Israel, por boca del vice primer ministro Simón Peres, se defendió del informe alegando que "Israel tiene derecho a buscar los medios necesarios para defenderse de los ataques suicidas".
El gobierno de Israel y algunas organizaciones proisraelíes como NGO Monitor y CAMERA han acusado a Amnistía Internacional y a otras organizaciones pro-derechos humanos que critican la construcción de la Barrera (como Christian Aid, Human Rights Watch, Intermón Oxfam o Médicos sin Fronteras) de falta de neutralidad y de aplicar un sesgo sistemático antiisraelí en sus informes sobre Israel.
La Comisión Internacional de Juristas (ICJ) ha criticado duramente la barrera en un informe de 6 de julio de 2004. En él se afirma, entre otras cosas, que la barrera viola los derechos de libertad de movimiento y a la privacidad y a la vida familiar y derechos económicos, sociales y culturales. Según la ICJ la barrera implica también confiscaciones de propiedad y es discriminatoria para los palestinos, además de dificultar el derecho a la autodeterminación de estos últimos.
El Consejo Mundial de las Iglesias exigió al gobierno israelí en febrero de 2004 que "detenga y revierta la construcción del muro en los territorios palestinos ocupados".

### Críticas desde los Gobiernos de otros países
La construcción de la Barrera ha recibido críticas de los gobiernos de múltiples países. El Gobierno de Estados Unidos, tradicionalmente aliado de Israel, criticó ya en 2003 por boca de su presidente George Bush la construcción de la Barrera denominándola "un problema", estimando que dificultaría el entendimiento entre israelíes y palestinos. Así mismo, también en 2003, la Consejera para la Seguridad Nacional de Estados Unidos, Condoleezza Rice lo consideró un "hecho consumado" de naturaleza "política" que no tiene cabida en el marco de las conversaciones de paz.
La Unión Europea ha criticado la construcción de la barrera y ha instado a Israel "a retirar la valla de dentro de los territorios palestinos".

### Críticas desde dentro de Israel
Las organizaciones pacifistas y pro-derechos humanos israelíes Peace Now y B'Tselem se oponen a la Barrera por diferentes motivos. Peace Now reconoce el derecho del Gobierno de Israel a defender a sus ciudadanos, aunque afirma que la Barrera debería transcurrir por territorio israelí, es decir, dentro de los límites anteriores a la guerra de 1967 y por tanto, sin traspasar la Línea Verde. Peace Now afirma que el trazado de la actual Barrera responde a la intención de destruir toda oportunidad de alcanzar la paz en un futuro con los palestinos y de anexionar la mayor cantidad de territorio de Cisjordania posible, salvando vidas israelíes pero aumentando el conflicto entre los dos pueblos. El Centro de información israelí por los derechos humanos en los Territorios Ocupados (B´Tselem) considera que las violaciones a los derechos humanos de las poblaciones cercanas a la Barrera son evidentes y que esta ha introducido nuevas restricciones al movimiento de los palestinos. Afirma que el Gobierno de Israel tiene el derecho y la obligación de defender a sus ciudadanos de ataques, pero la construcción de una barrera es la solución más extrema y que causa el mayor daño a la población palestina, que hay otras opciones que hubieran causado menor daño a la población y que, en el caso de no haber otra solución, la Barrera debería estar construida en la Línea Verde o dentro del territorio israelí, también ha puesto en duda el propósito argüido de seguridad de la barrera
Algunos grupos minoritarios israelíes, como Anarchists Against the Wall, se oponen a la construcción, según afirman, «en defensa de los derechos humanos del pueblo palestino y para oponerse a los Bulldozers, el Ejército y la ocupación», llevando a cabo acciones no violentas en cooperación con los palestinos.

Grafiti en el lado palestino del muro.

Finalmente, otros israelíes critican la Barrera por razones opuestas a las habitualmente esgrimidas por los críticos con Israel: porque temen que constituya un reconocimiento político de la línea de armisticio de 1949, la Línea Verde. Las decenas de miles de colonos que viven en los asentamientos israelíes de Cisjordania y se han quedado fuera de la barrera temen también quedar desprotegidos.

### Artistas
La Barrera que Israel está construyendo en Cisjordania ha sido motivo de protesta por parte de diversos colectivos ligados al mundo del arte. Los grafitis en el lado palestino de la barrera consistente en secciones de hormigón se han convertido en una de las más conocidas formas de protesta contra su construcción. Grandes áreas del muro contienen mensajes en diferentes idiomas dejados por activistas y visitantes. Un grupo de palestinos e israelíes crearon Artistas sin barreras para protestar mediante el arte y la no violencia contra la construcción de la barrera.